# Unione dei comuni montani dell'Alta Val d'Aveto
L'Unione dei comuni montani dell'Alta Val d'Aveto è un'unione di comuni della Liguria, nella città metropolitana di Genova, formata dai comuni di Rezzoaglio e Santo Stefano d'Aveto.

## Storia
L'unione è nata con atto costitutivo del 5 dicembre 2014 alla presenza dei due rappresentanti locali presso il palazzo comunale di Santo Stefano d'Aveto.
L'ente locale ha sede a Santo Stefano d'Aveto. Il primo presidente dell'Unione, eletto il 7 febbraio 2015, è stata Maria Antonietta Cella (sindaco di Santo Stefano d'Aveto).

## Descrizione
L'unione dei comuni comprende interamente il territorio genovese della val d'Aveto, nel levante del territorio metropolitano.
Per statuto l'Unione si occupa di questi servizi:
- gestione della Protezione civile;
- gestione della Polizia locale;
- gestione dei servizi sociali;
- gestione amministrazione generale, personale, finanziaria e contabile;
- gestione associata della pianificazione urbanistica ed edilizia di ambito comunale e partecipazione territoriale di livello sovracomunale;
- controllo;
- sportello unico attività produttive;
- stazione unica appaltante;
- ufficio relazioni con il pubblico;
- ufficio tecnico e servizi informatici.

## Amministrazione
| Periodo         | Periodo         | Primo cittadino        | Partito                          | Carica                               | Note |
| --------------- | --------------- | ---------------------- | -------------------------------- | ------------------------------------ | ---- |
| 5 dicembre 2014 | 7 febbraio 2015 | Maria Antonietta Cella | sindaco di Santo Stefano d'Aveto | rappresentante dell'Unione           |      |
| 7 febbraio 2015 | 7 febbraio 2016 | Maria Antonietta Cella | sindaco di Santo Stefano d'Aveto | presidente del Consiglio dell'Unione |      |
| 7 febbraio 2016 | 7 febbraio 2017 | Daniele Mareschi       | sindaco di Rezzoaglio            | presidente del Consiglio dell'Unione |      |
| 7 febbraio 2017 | 27 maggio 2019  | Maria Antonietta Cella | sindaco di Santo Stefano d'Aveto | presidente del Consiglio dell'Unione |      |
| 27 maggio 2019  | in carica       | Giuseppe Tassi         | sindaco di Santo Stefano d'Aveto | presidente del Consiglio dell'Unione |      |